# (31458) Delrosso
(31458) Delrosso est un astéroïde de la ceinture principale.

## Description
(31458) Delrosso est un astéroïde de la ceinture principale. Il fut découvert le 15 février 1999 à San Marcello Pistoiese par Luciano Tesi et Andrea Boattini. Il présente une orbite caractérisée par un demi-grand axe de 2,64 UA, une excentricité de 0,17 et une inclinaison de 7,0° par rapport à l'écliptique.

## Compléments